# برج کونفینانزاس
برج کونفینانزاس (به اسپانیایی: Centro Financiero Confinanzas) یک آسمان‌خراش در ونزوئلا است که در کاراکاس واقع شده‌است.